# خواجه‌جنگباز
خواجه‌جنگباز (به ترکمنی: Hojambaz، حوجامباز) یک شهرک در ترکمنستان است که در استان لب آب واقع شده است. خواجه‌جنگباز مرکز اداری شهرستان خواجه‌جنگباز است.
نام این شهرک، خواجه‌جنگباز، و از اصالتا از زبان فارسی است.  این نام، برای تطبیق با قواعد آوایی زبان ترکمنی، دچار تحولات آوایی شده و در نهایت، امروزه به شکل حوجامباز تلفظ می‌شود.